# Мельо Янушев
Мельо Янушев (на гръцки: Μέλλιος Γιαννούσης, Мелиос Янусис) е гръцки революционер, деец на гръцката въоръжена пропаганда в Македония.

## Биография
Янушев е роден в костурското село Галища, тогава в Османската империя, днес Оморфоклисия, Гърция. Включва се в гръцката въоръжена съпротива срещу ВМОРО и оглавява собствена чета, действаща в района на Костур, Корещата и Преспа.